# Sphaeroma laurensi
Sphaeroma laurensi är en kräftdjursart som beskrevs av Hurley och Jansen 1977. Sphaeroma laurensi ingår i släktet Sphaeroma och familjen klotkräftor.
Artens utbredningsområde är havet kring Nya Zeeland. Inga underarter finns listade i Catalogue of Life.